# Osečina
Osečina (in serbo Осечина?) è una città e una municipalità del distretto di Kolubara nel nord-ovest della Serbia centrale.